# A nemzet aranya
A nemzet aranya (eredeti cím: National Treasure) 2004-ben bemutatott színes, egész estés amerikai kalandfilm (részben történelmi film) Jon Turteltaub rendezésében. Főszereplői Nicolas Cage, Diane Kruger, Jon Voight, Sean Bean és Justin Bartha. A film zenéjét Trevor Rabin szerezte, producere Jerry Bruckheimer.
A film középpontjában a szabadkőművesség és az Amerikai Egyesült Államok történelmi ereklyéi, többek között a függetlenségi nyilatkozat állnak. A film folytatása a 2007-ben megjelent A nemzet aranya: Titkok könyve.

## Cselekmény
Benjamin Franklin Gates (Nicolas Cage) történész, kriptográfus és kincsvadász. Egy régi szabadkőműves legendát követve (melyet harminc évvel korábban hallott a nagyapjától) az Északi-sarkra utazik egy expedíció keretében, hogy megtalálja a kincset, amely a „Charlotte” nevű régi hajó fedélzetén keresendő, amely a sarki jég alatt fekszik eltemetve. A csoport vezetője Ian Howe (Sean Bean), valamint velük tart Ben számítógépzseni barátja, Riley Poole (Justin Bartha) is. A hajó fedélzetén azonban nem találnak mást, csupán rengeteg puskaport, néhány csontvázat, valamint egy ősrégi pipát, amelynek az oldalán rovásos jelek találhatók. A jelek arra engednek következtetni, hogy a kincs valódi helyének megtaláláshoz a függetlenségi nyilatkozatra lesz szükség. Ian szerint el kell lopni a Nyilatkozatot, ám Ben nem ért vele egyet, ezért egymás ellen fordulnak, Ian és emberei pedig otthagyják Bent és Rileyt, akik éppen hogy fedezékbe tudnak bújni, mielőtt a begyulladt puskapor a levegőbe röpíti a hajót.
Benék visszatérnek Washingtonba, ahol figyelmeztetni szeretnék az FBI-t, valamint találkoznak Dr. Abigail Chase-szel (Diane Kruger) a Nemzeti Levéltárból, de egyik helyen sem hisznek nekik. Miután nem marad más választásuk, Benék (tudva hogy Ian és csapata valószínűleg elpusztítanák a Nyilatkozatot) úgy döntenek, megkaparintják riválisaik elől a történelmi dokumentumot. Erre remek alkalomnak ígérkezik a közelgő gálaest, melynek során egy trükkel Ben megszerzi Dr. Chase ujjlenyomatait, így bejut a konzerválóterembe, ahol a Nyilatkozatot ideiglenesen tárolják, és ellopja azt. Azonban a menekülés nem megy simán, mert megérkezik Ian az embereivel, valamint a biztonságiak is észreveszik, hogy eltűnt a Nyilatkozat, ezért az FBI is a helyszínre érkezik. Ben az ajándékbolton át próbál távozni, ám az eladó szuvenírnek nézi az igazi Nyilatkozatot és kifizetteti vele, egyúttal Ben egy másolatot is vesz. Abigail elveszi tőle a másolatot, azt gondolva, hogy az az igazi, őt pedig Ian és emberei kapják el, Ben és Riley azonban kimentik őt, így Ianékhez csupán a hamisítvány kerül. Abigail is velük tart, mert úgy érzi, kötelessége visszaszerezni az értékes iratot és újból elhelyezni a Nemzeti Levéltárban.
Benék rájönnek, hogy nem mehetnek a lakásukba, hiszen hitelkártyával fizetett az ajándékboltban, így az FBI, Sadusky ügynök (Harvey Keitel) vezetésével már a nyomukban van. Ezért Ben apjához, Patrickhez (Jon Voight) mennek, ahol meg is találják a Nyilatkozaton a láthatatlan tintával írt számokat, melyek a Benjamin Franklin által írt „Jótét csendben” levelek egy-egy példányának oldalait és sorait jelölik. A levelek eredetileg Patrick tulajdonában voltak, ám ő a Franklin Intézetnek ajándékozta őket. Egy iskolásfiú segítségével a trió megszerzi a szükséges szavakat, így eljutnak a Függetlenségi Csarnokhoz, amelynek harangtornyában egy színes lencséjű szemüvegre lelnek, amely ugyancsak Benjamin Franklin találmánya. A szemüveg különböző színű lencséin át nézve a Nyilatkozat hátoldalát rájönnek, hogy a következő állomás a New York-i Szentháromság templom.
Ianék üldözőbe veszik a csapatot, akárcsak az FBI, így Ben az ügynökök kezére kerül, míg Abigail és Riley elveszítik a nyilatkozatot Ianékkel szemben. Abigail azonban telefonon Ian tudomására hozza, hogy semmire nem mennek a szemüveg nélkül, amely még mindig náluk van, így alkut ajánl nekik, hogy mentsék meg Bent a szemüvegért cserébe. A "csere" a New York kikötőjében állomásozó USS Intrepid fedélzetén történik meg, ahol Ben egy ügyes húzással megmenekül az FBI-ügynökök elől, és találkozik Ianékkel.
Ian visszaadja a Nyilatkozatot, ám Ben vonakodik segíteni, így Ian a tudtára adja, hogy elrabolták Patricket, így Benéknek nem marad más választásuk, mint együttműködni. A templom alatti katakombákban találnak egy titkos lejáratot, amely egy föld alatti kamrába vezet. A csoport elindul lefelé, Ben pedig kihasználja az alkalmat és megcsókolja Abigailt. A föld alatti kamrában Ian egyik embere, Shaw rossz deszkára lép és a tátongó mélybe zuhan. Ian azonban ragaszkodik hozzá, hogy a veszély ellenére továbbmenjenek, míg egy üres terembe nem érkeznek. Látván, hogy nincs ott semmilyen kincs, a dühös Ian otthagyja a négy foglyot, és maradék embereivel elmennek, csapdába ejtve Benéket. Azonban Ben észreveszi, hogy a korábban megtalált pipa feje pontosan illeszkedik a falon egy nyílásba, így feltárul egy újabb terem, amely felbecsülhetetlen értékű kincsek sokaságát rejti, valamint egy kijáratot.
A felszínen Ben találkozik Sadusky ügynökkel (aki, mint gyűrűjéből kiderül, maga is szabadkőműves), akinek átadja a sértetlen Nyilatkozatot és tájékoztatja a kincs hollétéről, így megegyeznek, hogy Benék csupán egy százalékot kapnak a kincs értékéből (Sadusky eredetileg tíz százalékot ajánl, de Ben nem fogadja el), cserébe pedig Ianéket tartóztatják le, akiken egy betörés során ütnek rajtuk. Ben és Abigail járni kezdenek egymással, és az egy százalék feléből (a másik felét Riley kapja) vásárolt villájukba költöznek, Riley pedig egy Ferrariban ülve morgolódik azon, hogy miért nem fogadták el a tíz százalékot.

## Szereplők
| Színész                 | Szerep                        | Magyar hangja    |
| ----------------------- | ----------------------------- | ---------------- |
| Nicolas Cage            | Benjamin Franklin Gates       | Józsa Imre       |
| Diane Kruger            | Dr. Abigail Chase             | Kiss Eszter      |
| Justin Bartha           | Riley Poole                   | Görög László     |
| Jon Voight              | Patrick Gates, Ben apja       | Barbinek Péter   |
| Sean Bean               | Ian Howe                      | Csernák János    |
| Harvey Keitel           | Sadusky ügynök                | Harsányi Gábor   |
| Christopher Plummer     | John Adam Gates, Ben nagyapja | Szélyes Imre     |
| David Dayan Fisher      | Shaw                          | Schneider Zoltán |
| Mark Pellegrino         | Johnson ügynök                | Dányi Krisztián  |
| Stewart Finlay-McLennan | Powell                        | ?                |
| Oleg Taktarov           | Victor Shippen                | ?                |
| Stephen A. Pope         | Phil                          | ?                |
| Annie Parisse           | Dawes ügynök                  | ?                |
| Armando Riesco          | Hendricks ügynök              | ?                |
| Erik King               | Colfax ügynök                 | ?                |

További magyar hangok: Baradlay Viktor, Braun Rita, Damu Roland, Heisz Krisztián, Jantyik Csaba, Kapácsy Miklós, Katona Zoltán, Sebestyén András, Szabó Márta, Tóth Roland

## Televíziós megjelenések
HBO, RTL Klub